# Captain Jack
Captain Jack bylo německé hudební duo, které dosáhlo největšího úspěchu v druhé polovině devadesátých let dvacátého století. Captain Jack produkovali skladby v hudebním stylu eurodance.
Zakládajícími členy skupiny byli Liza Da Costa, zpívající refrény, a bývalý člen americké vojenské posádky v Německu, Afroameričan Franky Gee, který Lizin zpěv doplňoval nápěvy používanými při výcviku americké námořní pěchoty.
Captain Jack na sebe upoutávali především svými klipy, které byly stylizovány do podoby vojenských cvičení, v nichž za doprovodu tanečnic a tanečníků účinkovali protagonisté skupiny oblečeni do uniforem důstojníků americké armády.
Zánik skupiny započal roku 1999, kdy byla Liza Da Costa nahrazena Marií Lucií Lozanes. Duo se dočasně rozpadlo roku 2005, kdy Franky Gee zemřel na krvácení do mozku. Producenti se ovšem rozhodli v roce 2008 projekt obnovit. V novém obsazení vydali doposud dvě nová alba (2008–2011). Současnými protagonisty jsou Bruce Lacy a Michelle Stanley.

## Původní protagonisté kapely
- Franky Gee
- Liza Da Costa

## Současní protagonisté kapely
- Bruce Lacy
- Michelle Stanley

## Alba
- The Mission (1996)
- Operation Dance (1997)
- The Captain's Revenge (1999)
- Top Secret (2001)
- Party Warriors (2003)
- Cafe Cubar (2004)
- Music Instructor (2005)
- Captain Jack is Back (2008)
- Back to the Dancefloor (2010)